# باركر وندغرين
باركر وندغرين (بالإنجليزية: Parker Lundgren)‏ هو عازف قيثارة وموسيقي أمريكي، ولد في 26 ديسمبر 1986 في بورت تاونسند في الولايات المتحدة.

## وصلات خارجية
- باركر وندغرين على موقع ميوزك برينز (الإنجليزية)
- باركر وندغرين على موقع ديسكوغز (الإنجليزية)